# Exechonella papillata
Exechonella papillata is een mosdiertjessoort uit de familie van de Exechonellidae. De wetenschappelijke naam van de soort is voor het eerst geldig gepubliceerd in 2004 door Cook & Bock.